# Barrelfish
Barrelfish — экспериментальная операционная система, созданная в Высшей технической школе Цюриха совместно с компанией Microsoft Research из Кембриджа. Эта экспериментальная операционная система разработана с нуля для эффективной масштабируемости на компьютерах с многоядерными процессорами. 
Первые результаты разработки системы были опубликованы 15 сентября 2009 года, затем — в марте 2011 года. Разработка прекращена в 2020 году.
Barrelfish выпущена под Лицензией MIT, за исключением некоторых сторонних библиотек, которые распространяются под различными открытыми лицензиями типа лицензии BSD.